# Chrysoritis oreas
Chrysoritis oreas е вид пеперуда от семейство Синевки (Lycaenidae). Видът е почти застрашен от изчезване.

## Разпространение
Разпространен е в Южна Африка.